# Pavona cactus
Espèce
Statut de conservation UICN

 VU A4cd : Vulnérable
Statut CITES
Pavona cactus est une espèce de coraux appartenant à la famille des Agariciidae.